# Elia Grigis
Elia Grigis (Genova, 14 febbraio 1879 – Pieve Ligure, 6 giugno 1956) è stato un violinista italiano.

## Biografia
Fu allievo di Giuseppe Verme al Civico istituto di Musica di Genova. Dopo la scomparsa di Verme nel 1904, Grigis riprese la cattedra di violino e viola del suo maestro e la tenne sino al 1944. Tra i suoi numerosi allievi si ricordano Jean Marie Cortese, Cesare Bignami, Felice Questa, Scipione Palazzo, Ernesto Gismondi, Lorenzo Canepa, Luigi Santacroce. 
Dopo la sua morte, Grigis mancò nel giugno 1956. 
A settembre 1956, pochi mesi dopo la morte di Grigis, la vedova Anna Massone donò 444 partiture appartenute al suo consorte alla Biblioteca del Liceo musicale Niccolò Paganini di Genova. Il lascito è denominato ‘fondo Elia Grigis’.

## Scritti
La scuola di violino a Genova, in «Gazzetta di Genova», n. 1, 31 gennaio 1914